# 馬克西姆·萊文
馬克西姆·葉夫亨諾維奇·萊文（羅馬化：Maksym Yevhenovych Levin；1981年7月7日—2022年3月13日），小名馬克斯（Maks），烏克蘭攝影師，在報導俄羅斯全面入侵烏克蘭期間遭俄軍槍殺，成為戰爭爆發以來第八名殉職的記者。

## 外部連接
- 馬克西姆·葉夫根耶維奇·列文 （页面存档备份，存于）在烏克蘭新聞網上的專欄